# Torneo de Contrexéville 2023
El Grand Est Open 88 2023 fue un torneo de tenis profesional jugado en canchas de tierra batida al aire libre. Se trató de la 16ª edición del torneo formó parte de los Torneos WTA 125s en 2023. Se llevó a cabo en Contrexéville, Francia, entre el 10 de julio al 16 de julio de 2023.

## Cabezas de serie

### Individuales
| Tenista                  | Ranking | Preclasificada |
| Tatjana Maria            | 62      | 1              |
| Cristina Bucșa           | 78      | 2              |
| Sara Errani              | 79      | 3              |
| Arantxa Rus              | 86      | 4              |
| Anna-Lena Friedsam       | 87      | 5              |
| Diane Parry              | 96      | 6              |
| Clara Burel              | 104     | 7              |
| Anastasia Pavlyuchenkova | 119     | 8              |

- Ranking del 3 de julio de 2023.

### Dobles
| Tenista                           | Ranking | Preclasificada |
| Alexandra Panova Bibiane Schoofs  | 163     | 1              |
| Cristina Bucșa Alena Fomina-Klotz | 198     | 2              |

## Campeonas

### Individuales femeninos
Arantxa Rus venció a  Anastasia Pavlyuchenkova por 6–3, 6–3

### Dobles femenino
Cristina Bucșa /  Alena Fomina-Klotz vencieron a  Amina Anshba /  Anastasia Dețiuc por 4–6, 6–3, [10–7]